# Edvard Strömberg (filolog)
Edvard Strömberg, född den 19 december 1879 i Chicago, död den 6 november 1953 i Göteborg, var en svensk språk- och skolman. Han var far till Bengt, Tore och Håkan Strömberg.

## Biografi
Strömberg avlade mogenhetsexamen vid Göteborgs latinläroverk 1898, filosofie kandidatexamen vid Göteborgs högskola 1902 och filosofie licentiatexamen 1906. Han promoverades till filosofie doktor 1907 och blev docent i tyska vid Göteborgs högskola 1909. Strömberg var lektor i Malmö 1910–1924 och vid Göteborgs högre realläroverk 1924–1945. Han var censor i studentexamen 1945–1949. Strömberg genomförde studieresor till Tyskland, Frankrike, England och Italien. Han utgav läroböcker i franska och tyska. Strömberg invaldes som ledamot av Vetenskaps- och Vitterhetssamhället i Göteborg 1939. Han blev riddare av Nordstjärneorden 1925. Strömberg vilar på Örgryte nya kyrkogård.